# Chicago Bulls 2008-2009
La stagione 2008-09 dei Chicago Bulls fu la 43ª nella NBA per la franchigia.
I Chicago Bulls arrivarono secondi nella Central Division della Eastern Conference con un record di 41-41. Nei play-off persero al primo turno con i Boston Celtics (4-3).

## Roster
| N° | Naz.                   | Ruolo | Sportivo         | Anno | Alt. | Peso |
| -- | ---------------------- | ----- | ---------------- | ---- | ---- | ---- |
| 1  | Stati Uniti (bandiera) | G     | Derrick Rose     | 1988 | 191  | 86   |
| 2  | Svizzera (bandiera)    | G     | Thabo Sefolosha  | 1984 | 196  | 98   |
| 2  | Stati Uniti (bandiera) | A     | Tim Thomas       | 1977 | 208  | 104  |
| 5  | Argentina (bandiera)   | A     | Andrés Nocioni   | 1979 | 201  | 102  |
| 5  | Stati Uniti (bandiera) | G     | Anthony Roberson | 1983 | 188  | 82   |
| 7  | Regno Unito (bandiera) | G     | Ben Gordon       | 1983 | 191  | 91   |
| 9  | Regno Unito (bandiera) | A     | Luol Deng        | 1985 | 203  | 100  |
| 11 | Stati Uniti (bandiera) | G     | Lindsey Hunter   | 1970 | 188  | 77   |
| 12 | Stati Uniti (bandiera) | G     | Kirk Hinrich     | 1981 | 191  | 86   |
| 13 | Stati Uniti (bandiera) | C     | Joakim Noah      | 1985 | 211  | 105  |
| 15 | Stati Uniti (bandiera) | G     | John Salmons     | 1979 | 201  | 95   |
| 15 | Stati Uniti (bandiera) | A     | Cedric Simmons   | 1986 | 206  | 107  |
| 24 | Stati Uniti (bandiera) | A     | Tyrus Thomas     | 1986 | 206  | 98   |
| 32 | Stati Uniti (bandiera) | G     | Larry Hughes     | 1979 | 196  | 83   |
| 34 | Stati Uniti (bandiera) | C     | Aaron Gray       | 1984 | 213  | 122  |
| 35 | Stati Uniti (bandiera) | A     | Demetris Nichols | 1984 | 203  | 98   |
| 52 | Stati Uniti (bandiera) | C     | Brad Miller      | 1976 | 211  | 111  |
| 54 | Stati Uniti (bandiera) | A     | Linton Johnson   | 1980 | 203  | 93   |
| 90 | Stati Uniti (bandiera) | A     | Drew Gooden      | 1981 | 208  | 104  |

## Staff tecnico
- Allenatore: Vinny Del Negro
- Vice-allenatori: Bernie Bickerstaff, Del Harris, Pete Myers, Bob Ociepka
- Vice-allenatore/scout: Mike Wilhelm
- Vice-allenatore per lo sviluppo dei giocatoriscout: Dave Severns
- Preparatore atletico: Fred Tedeschi
- Assistente preparatore atletico: Jeff Tanaka
- Preparatore fisico: Erik Helland
- Assistente preparatore fisico: Joshua Bonhotal